# Andrea Losco
Andrea Losco (ur. 31 marca 1951 w Cardito) – włoski polityk i prawnik, w latach 1999–2000 prezydent Kampanii, poseł do Parlamentu Europejskiego VI kadencji.

## Życiorys
Ukończył w 1975 studia prawnicze. Zaangażował się w działalność związkową w ramach konfederacji CISL (Confederazione Italiana Sindacati Lavoratori). Od 1976 związany z administracją lokalną i regionalną. Był radnym miejskim w Cardito (1976–1995) i burmistrzem tej miejscowości (1984–1985 oraz 1991–1993). W pierwszej połowie lat 90. zasiadał w radzie prowincji Neapol, od 1995 do 2005 był radnym regionalnym w Kampanii. W latach 1999–2000 sprawował urząd prezydenta tego regionu.
Zaangażował się w działalność partii Margherita. W 2006 objął wakujący mandat posła do Europarlamentu z listy Drzewa Oliwnego. Zasiadał we frakcji Porozumienia Liberałów i Demokratów na rzecz Europy, a także m.in. w Komisji Gospodarczej i Monetarnej. W 2007 przystąpił wraz z dotychczasowym ugrupowaniem do Partii Demokratycznej. W PE zasiadał do 2009.